# میخال روباچک
میخال روباچک (به انگلیسی: Michal Rubáček) (زادهٔ ۱۹ دسامبر ۱۹۸۶) شناگر اهل جمهوری چک است.